# Popis sugestivnih imena za njemačka oružja u Drugom svjetskom ratu
Joseph Goebbels je 1944. godine zatražio je od Wehrmachta da predloži sugestivna imena za posebno kvalitetna nova oružja kako bi povećao njihov propagandni učinak na Savezničke sile.
| Vrsta oružja         | Službeni naziv          | Sugestivno ime                 |
| -------------------- | ----------------------- | ------------------------------ |
| zrakoplov            | Focke-Wulf Ta 152       | svračak (Würger)               |
| zrakoplov            | Heinkel He 162          | vrabac (Spatz)                 |
| zrakoplov            | Messerschmitt Me 163    | komet (Komet)                  |
| zrakoplov            | Messerschmitt Me 262    | zovoj (Sturmvogel)             |
| zrakoplov            | Dornier Do 335          | strijela (Pfeil)               |
| zrakoplov            | Junkers Ju 388          | Störtebeker                    |
| zrakoplov            | Messerschmitt Me 410    | stršljen (Hornisse)            |
| zrakoplov            | Arado Ar 234            | munja (Blitz)                  |
| zrakoplov            | Junkers Ju 188          | osvetnik (Rächer)              |
| balistički projektil | Aggregat 4              | vatreni vrag (Feuerteufel)     |
| tenk                 | V Panther               | pantera (Panther)              |
| tenk                 | VI Tiger                | tigar (Tiger)                  |
| tenk                 | Sd.Kfz. 164             | nosorog (Nashorn)              |
| tenk                 | Sd.Kfz. 302             | Golijat (Goliath)              |
| lovac tenkova        | Tiger (P)               | slon (Elefant)                 |
| top                  | V-3                     | stonoga (Tausendfüßler)        |
| top                  | K 5                     | mršava Berta (Schlanke Bertha) |
| top                  | PAK 40                  | kuna (Marder)                  |
| top                  | 80 cm K (E)             | teški Gustav (Schwerer Gustav) |
| raketa               | Rheinbote               | meteor (Meteor)                |
| raketni bacač        | 8,8-cm-Raketenwerfer 43 | lutkica (Puppchen)             |